# 農文雲
農文雲（越南语：／；？—1835年）是越南阮朝初期一位岱依族起義軍首領。
農文雲是宣光保樂（今高平省保樂縣）人，其祖先世代為當地豪族。18世紀期間，農氏接受黎中興朝朝廷的任命，成為世襲土官。在西山朝時期，農氏響應西山軍。阮朝建立之後，農文雲的父親被嘉隆帝任命為世襲的保樂州知州。後來，農文雲繼承父親的知州之職。
明命年間，明命帝派遣流官來到北城，逐漸接管宣光、太原、諒山、高平等地世襲土官的權力。朝廷與當地少數民族的矛盾越來越尖銳。
明命十四年（1833年），黎文在南圻舉兵反抗朝廷，明命帝派人前往高平搜捕黎文的兄弟。農文雲的妹妹是黎文的妻子，因而也受到牽連。農文雲遂舉兵起義，自稱節制上將軍，鑄元隆通寶。又逮捕了朝廷派來的流官，在其額頭上刺上「省官常吃民錢」的字樣並放回，以示羞辱。七泉州的土官知州阮克和也舉兵響應。農文雲發兵攻打各省，各省官員皆不能敵，向朝廷求救。明命帝派遣山興宣總督黎文德為三宣總督軍務，以海安署理總督阮公著為參贊，與寧太總督阮廷普合兵攻打農文雲。
農文雲圍攻高平、諒山省城甚急，明命帝又派安靜總督謝光巨為總統大臣，前往高平、諒山救援。農文雲得到芒人、僈人的支持，攻破高平省城，又以崇山峻嶺為根據地進行遊擊戰，殺死眾多官軍。1833年臘月，謝光巨解除諒山省城的包圍，又收復了高平省城，與黎文德、阮公著合兵攻打保樂州。農文雲戰敗，剃髮易服逃往清朝境內。女婿雲光總和堂弟農文仕、農文碩，則據守山林繼續抵抗官軍。官軍隨即班師回朝。
官軍回朝之後，農文雲再次回到保樂州，反抗朝廷。明命十五年（1834年），黎文德、范文典從山西進兵宣光，謝光巨、阮進林、胡佑自高平出發，阮廷普、阮公著自太原出發，三路大軍在雲中會合，並照會清朝方面，要求防備邊境，遣返農文雲的黨羽。隨後官軍圍攻保樂州。農文仕、農文碩等五人逃往貴州境內，被清朝方面遣送回國。農文雲出奔宣光，匿於叢林之中。范文典率軍四面包圍，放火燒山，將農文雲燒死在叢林裡。隨後官軍將其斬首，送往順化告捷。